# 金华山
金华山又名北山、长山、常山、玉壶山，位于浙江省中部，是座边坡陡峭的块状中山，最高峰为海拔1311.1米的大盘尖。金华山是浙西中山丘陵区的一部分:44，系龙门山脉的浙中余脉的隆起部分，为东西走向：东接义乌、浦江县界的红岩丘陵、向西南终止于兰江河岸丘陵。金华山南侧为金衢盆地，山北侧则由墩头盆地与龙门山遥遥相望。金华山南坡规划有总面积773.33公顷的浙江双龙洞国家森林公园，有双龙洞、冰壶洞、朝真洞和仙瀑洞等岩溶洞穴:78；西部山腰有兰溪的六洞山（地下长河）。

## 地理

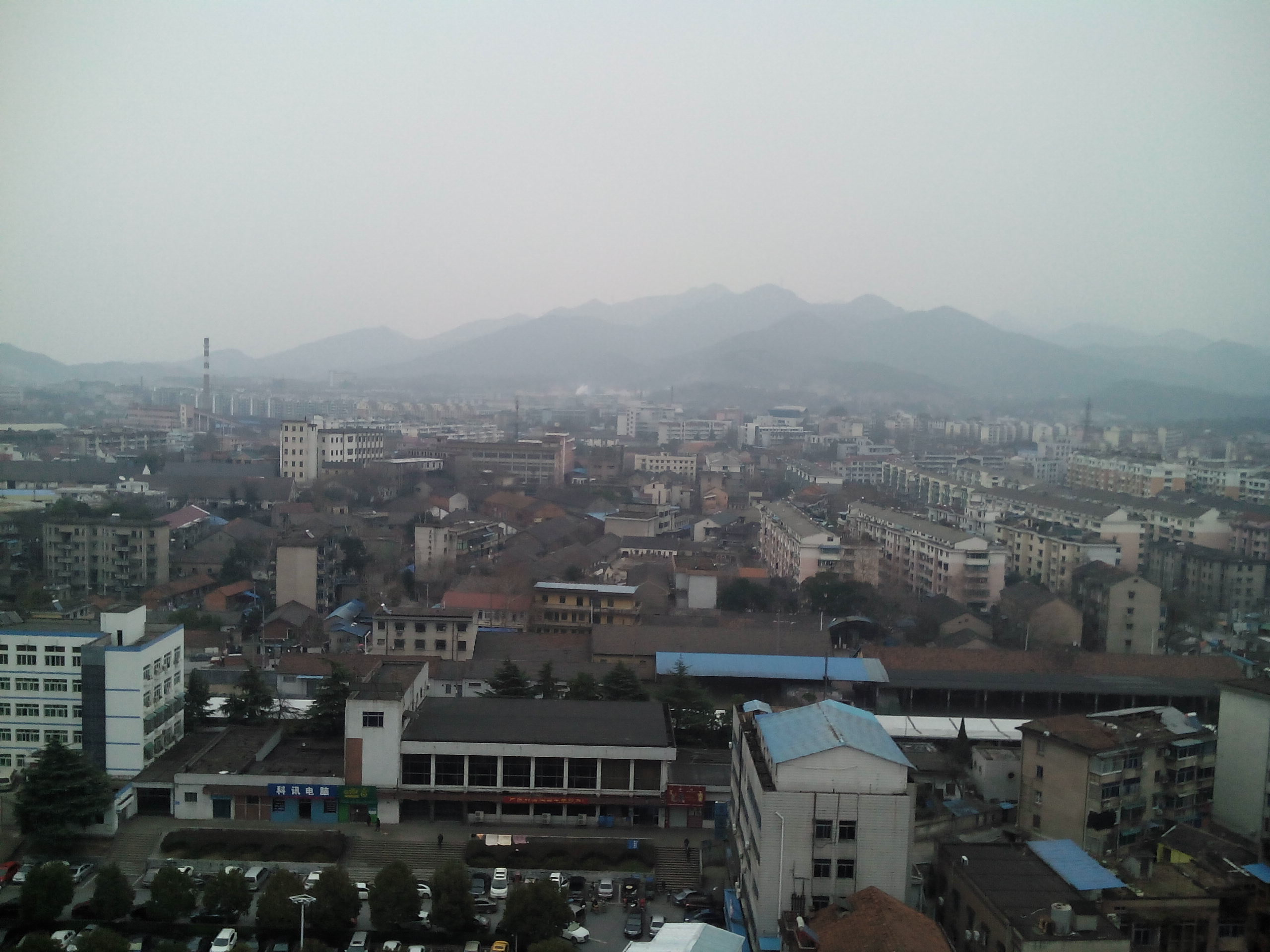
从兰溪侧眺望金华山

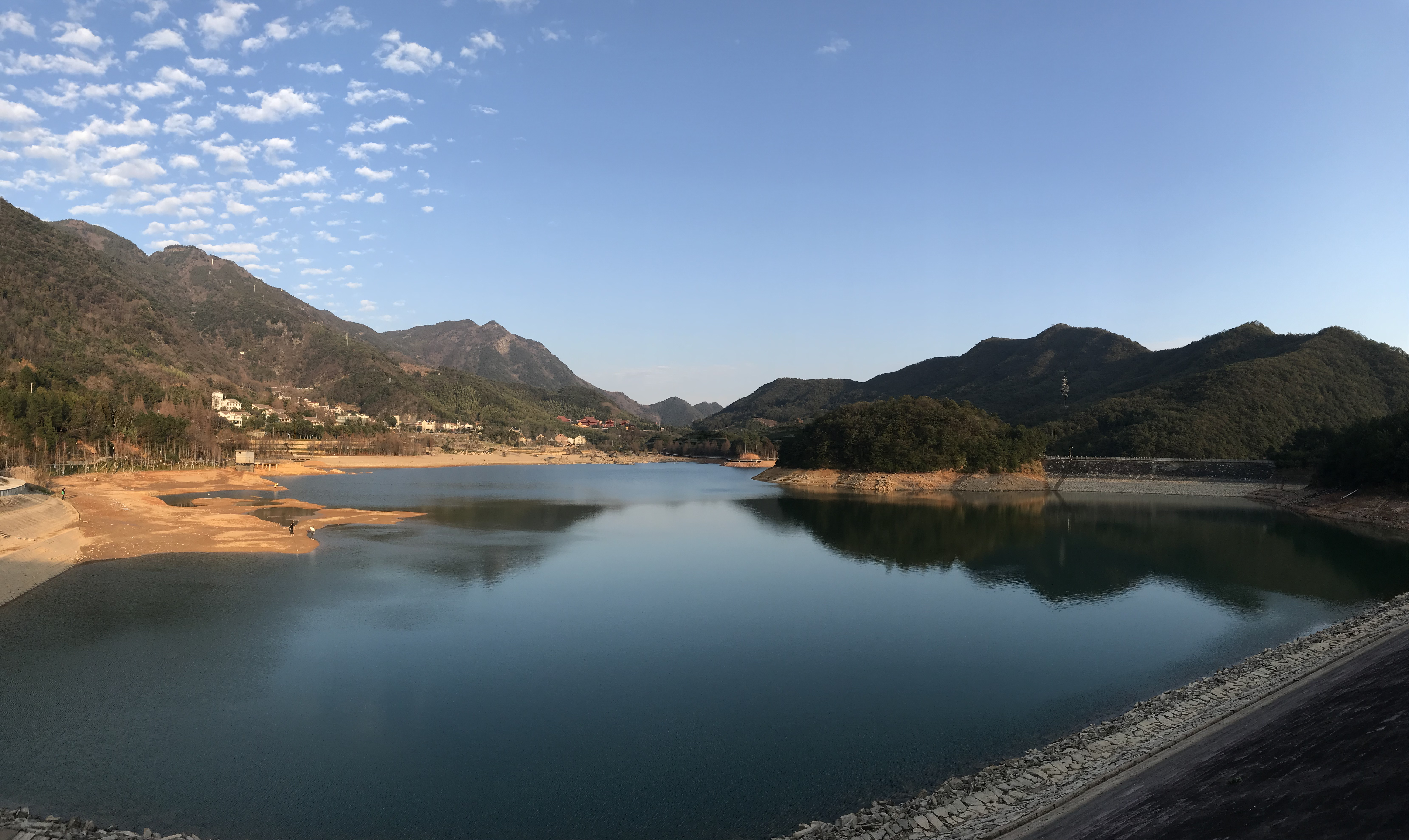
鹿田水库

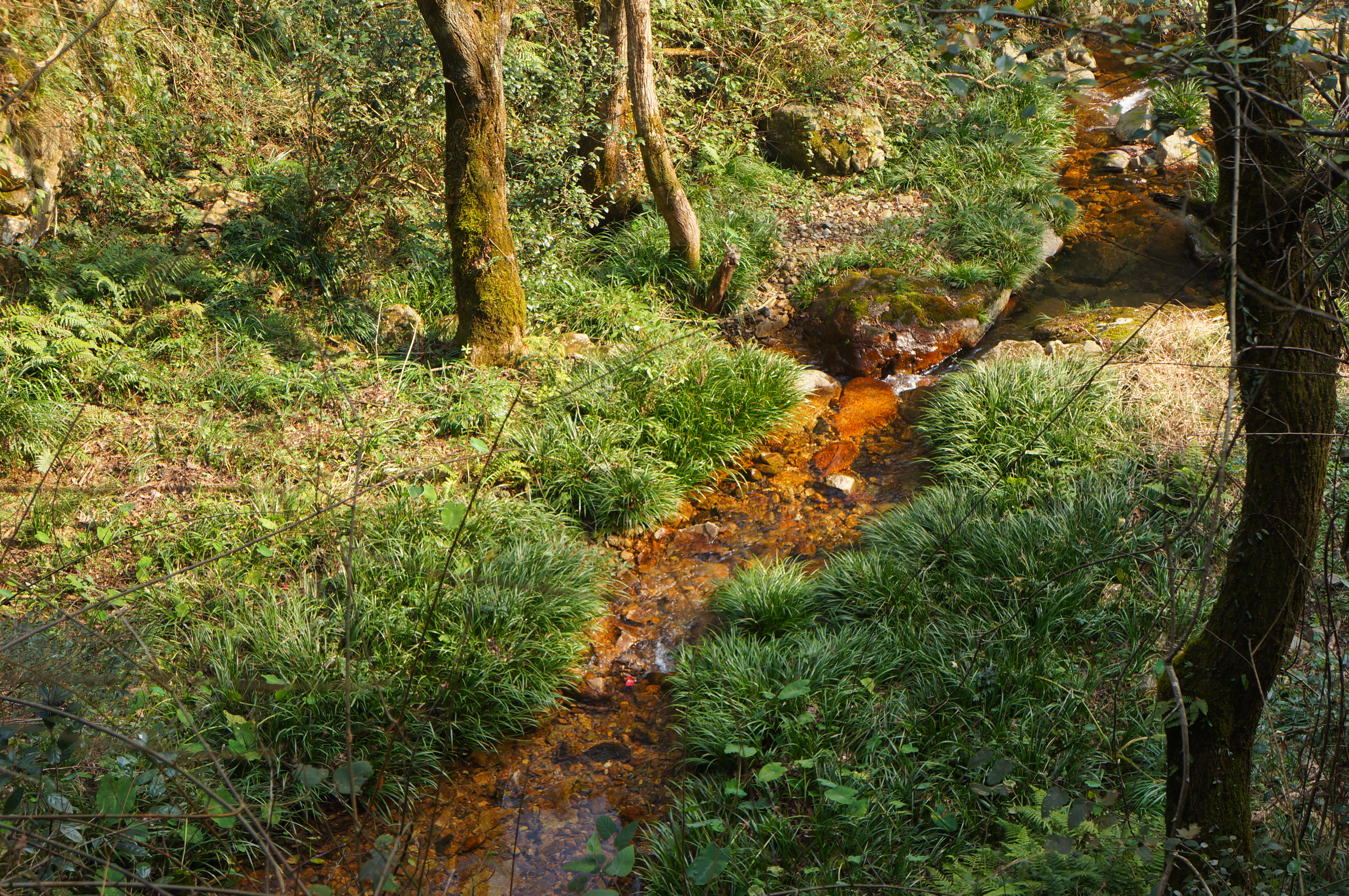
金兰古道旁的菖蒲

金华山位于扬子地块和华夏地块交界处——江绍断裂带的北西缘，属江南地层区。金华山西南侧、即双龙洞至兰溪六洞山间是一条25千米长的石灰岩岩溶洞穴群，现已探明大小溶洞达50多个，包括水平厅堂式、地下峡谷式、竖井式等:122。金华山南坡从山脚至山顶可分为四级相对平缓的地貌面，其中海拔400-600米的第二级山间洼地系双龙三洞的所在地，属于侵蚀溶蚀低山地貌，包括地下岩溶和地表岩溶。
金华山整体属亚热带季风气候，为丘陵山地夏秋半湿润春季多雨区。整个北山山脉，小地形因山脉走向、海拔高度、地形地貌、植被等差异而有其相应的小气侯。由于相对高差大，金华市区、鹿田、西湖三处之间形成一定的温度梯度，西湖和市区在7、8两月差可达7至8度。
金华山属钱塘江水系。境内森林覆盖率高，沟谷众多，溪涧交错，主要水体有西湖和鹿田水库。

### 地质概况
金华山所在的江南陆块在10亿年前的神功运动、8亿年前的晋宁运动后形成。震旦纪至中三叠纪期间（8亿至2亿年前）该地块地壳时有升降，前海陆缘碎屑岩随着火山运动而沉积，同时碳酸盐岩和泥质灰岩又随着海侵扩大而得到普遍沉积。志留纪末的加里東造山運動使得江绍断裂带两侧陆块形成宽缓的背、向斜构造。中上石炭纪至二叠纪（3亿至2亿年前）期间，沉积的质纯的石灰岩及白云质灰岩为溶洞群的产生打下了物质基础，而中三叠纪的印支运动为溶洞的形成创造了有利的条件:44。
金华山母岩主要为白垩纪喷发岩，变质岩及伴生岩层。喷发岩以凝灰岩、流纹岩为主，分布于山岗、山脊及较高地带；变质岩分布于喷发岩高度以下。火成岩主要是长石片岩，硬度较高，分布于东片山谷下部。土壤为黄壤类山地黄泥壤，主要为山地乌黄泥土，黄泥沙土，山地砾石黄泥砂土，还有部分香灰土及黄沙壤，成土母质主要为凝灰岩类风化物。

### 植被
金华山植被带谱群落自上而下分为山地灌丛、常绿落叶阔叶林及常绿阔叶林，主要植被分区属亚热带常绿阔叶林地带，为甜槠、木荷林区。但因受人为的干扰，现山上覆盖有植被类型主要有：次生常绿阔叶树林、针阔混交林、马尾松林、杉木林、桃、梨、李、茶叶等经济林和竹林。树种共440种，属国家重点保护的珍稀树种有银杏、金钱松、鹅掌楸、凹叶厚朴、香果树、青檀、浙江楠、半枫荷、花榈木、天竺桂和短穗竹共11种。
金华山范围内的野生动物约有鸟纲12目23科100余种、哺乳纲8目13科30多种及爬行纲2目6科20余种。属国家一类保护动物有穿山甲、大灵猫、金钱豹、云豹、鬣羚，属二类保护动物有天鹅、猕猴、鸳鸯、大鲵（娃娃鱼）等。

### 水体
- 鹿女湖：原名鹿田水库，又名鹿湖。水库在海拔600米处的北山中部，湖面面积160余亩。
- 西湖：原名西坞，又名小西湖。水库位于在海拔1100处，湖面面积约15亩。2018年8月建成森林露营基地[5]。
- 龙潭：在棋盘石处

## 山顶

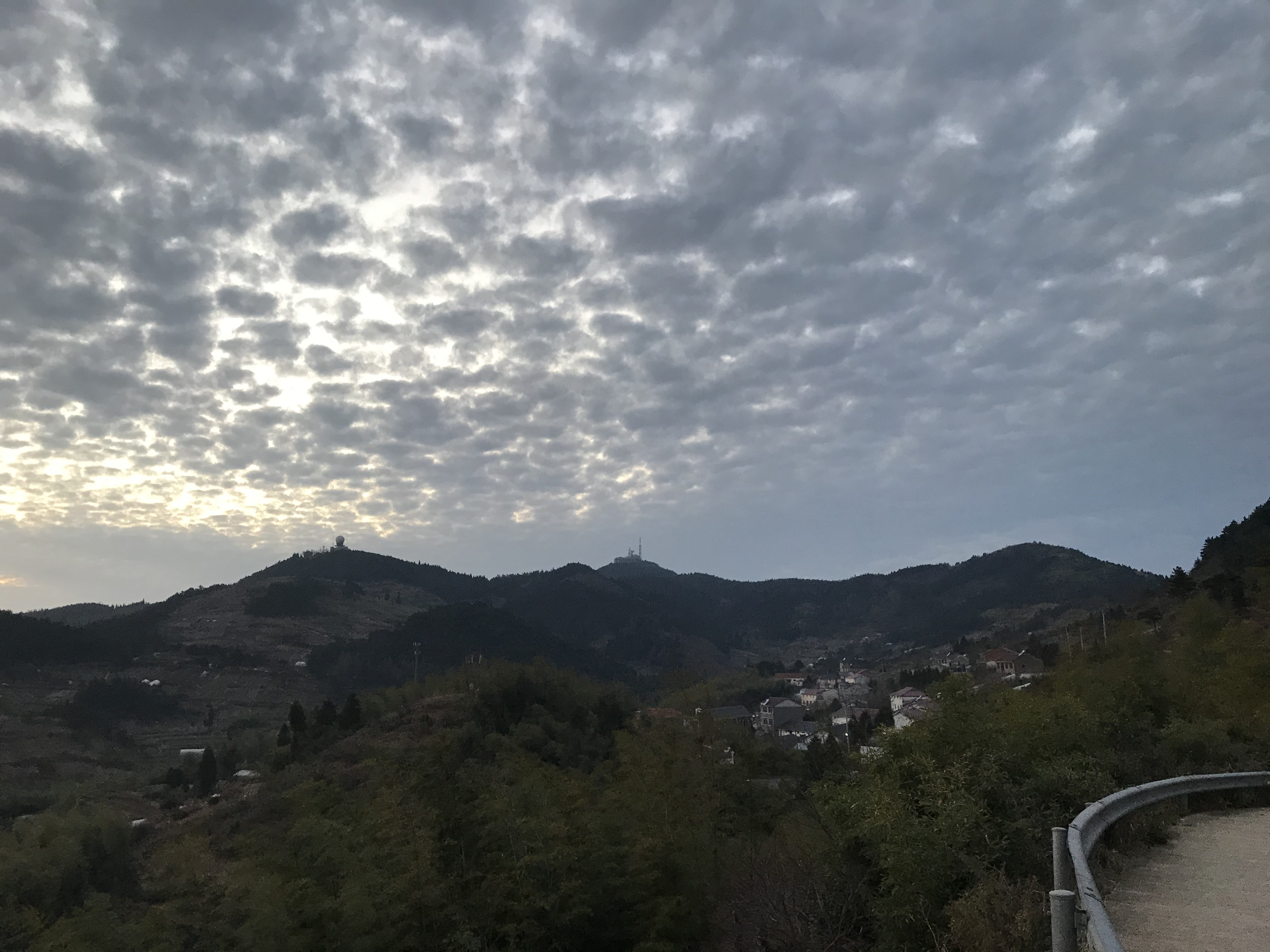
从盘前村望向发射塔和雷达站

金华山最高点为大盘尖，海拔1311.1米，大盘尖西侧则有海拔1244.2米的九龙山。两座峰顶顶部附近有缓坡地两块，即盘前和武平殿。
西侧山顶设有金华广播电视总台的电视发射塔一座，塔高75米，覆盖着金华周围的电视转播发射。电视塔西侧海拔1241米处为空军雷达站，建筑成圆球形，担负浙南地区空中防卫监视的责任。小西湖东侧山坡海拔1182米处设有金华气象台观测站，内设天气雷达；观测站西部为金华市测绘与地理信息局GPS定位站，海拔1179米，建筑为徽派建筑风格。
山顶图集

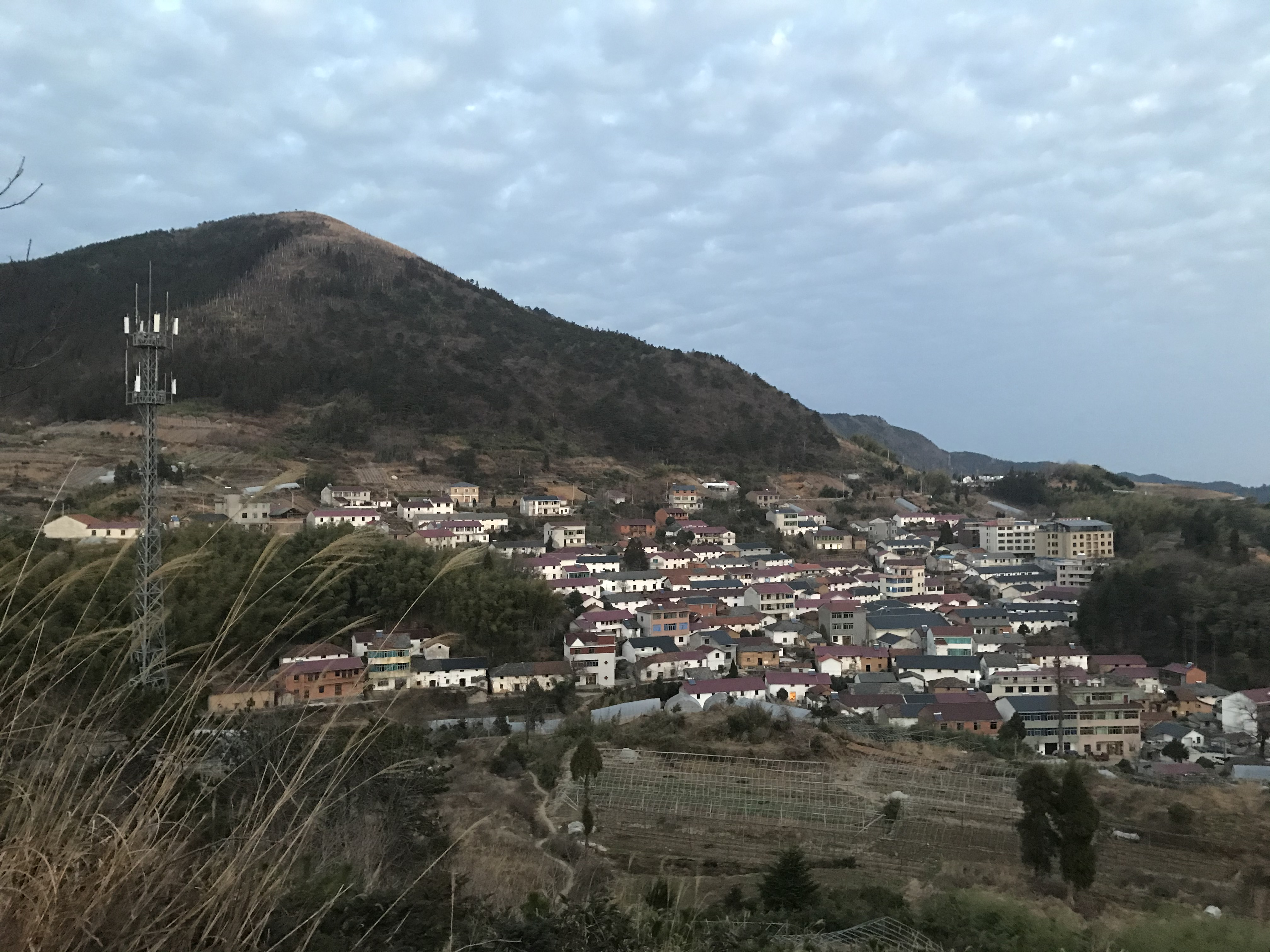
盘前村
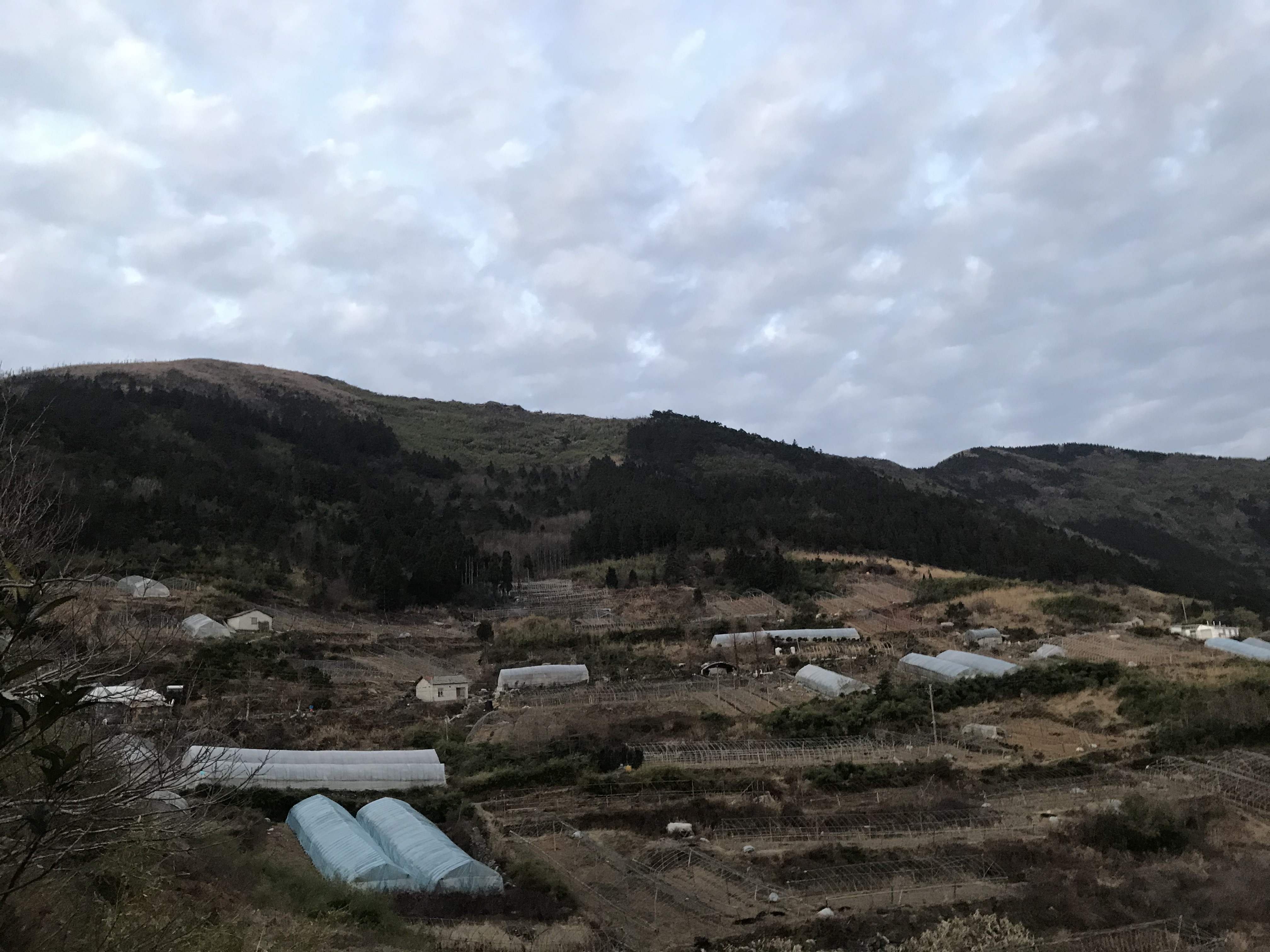
武平殿附近
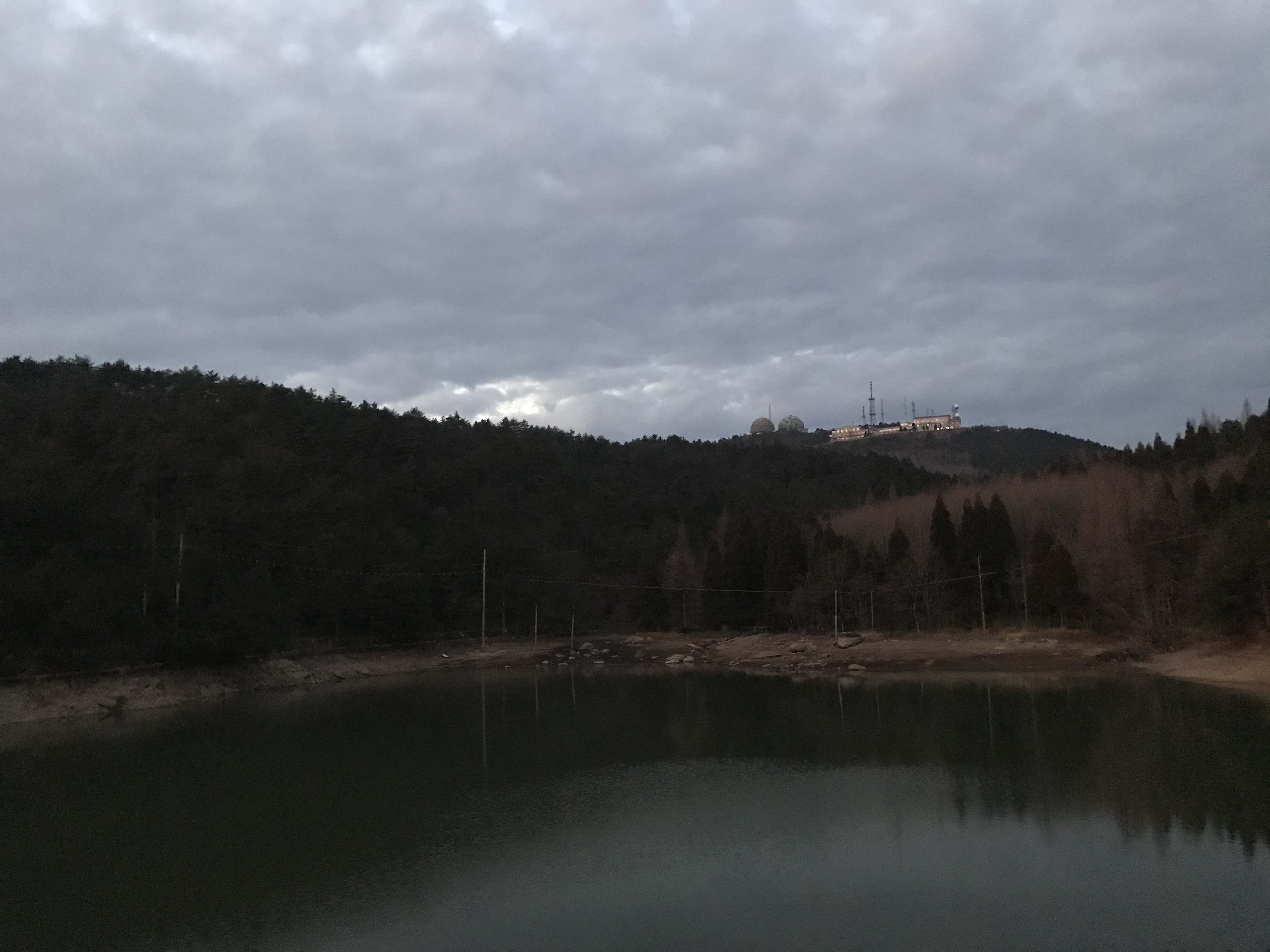
从小西湖眺望山顶
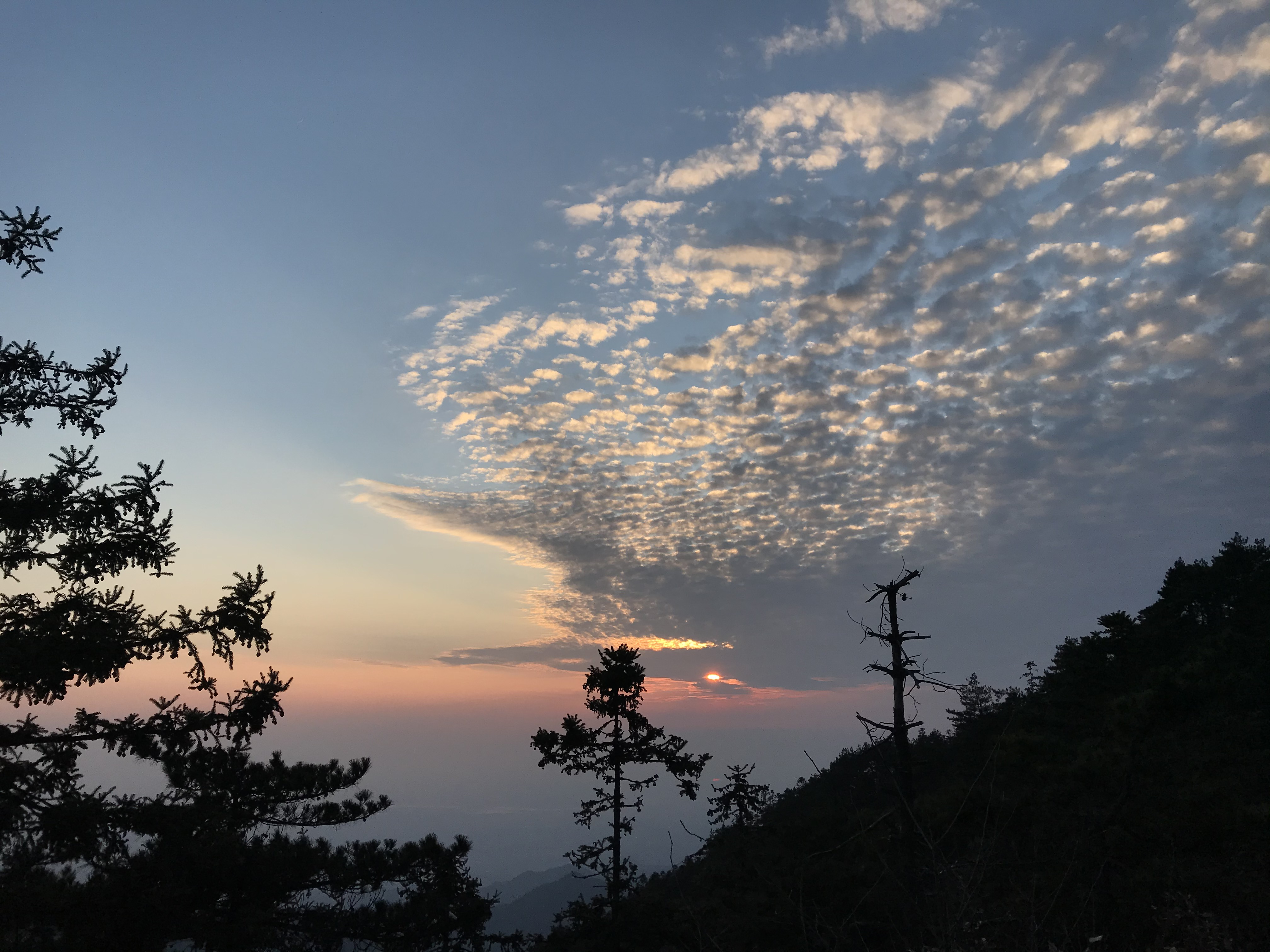
山顶落日

## 管理
1957年设立金华市北山林场全场共分为8个林区：以盘前村为界分为东西两大片，每片各4个林区。
1991年11月22日经林业部批准，在婺城区北山林场的基础上建立面积79平方公里的浙江双龙洞省级森林公园。双龙洞森林公园与北山林场实行两块牌子，一套班子管理，执行与林场相同的经济政策。
1992年7月2日，金华市婺城区人民政府决定将鹿田水库纳入森林公园总体规划和管理。1992年9月，编制完成《浙江双龙洞国家森林公园总体规划》，2011年2月完成修编。
2015年7月，金华市政府成立面积300平方公里的金华山旅游经济区，与双龙洞风景旅游区合署办公。为适应当前金华山旅游经济区开发、双龙洞风景旅游区建设及满足2012年出台的《国家级森林公园总体规划规范》的需要，金华北山林场拟对《浙江双龙洞国家森林公园总体规划》进行修编。

## 旅游开发

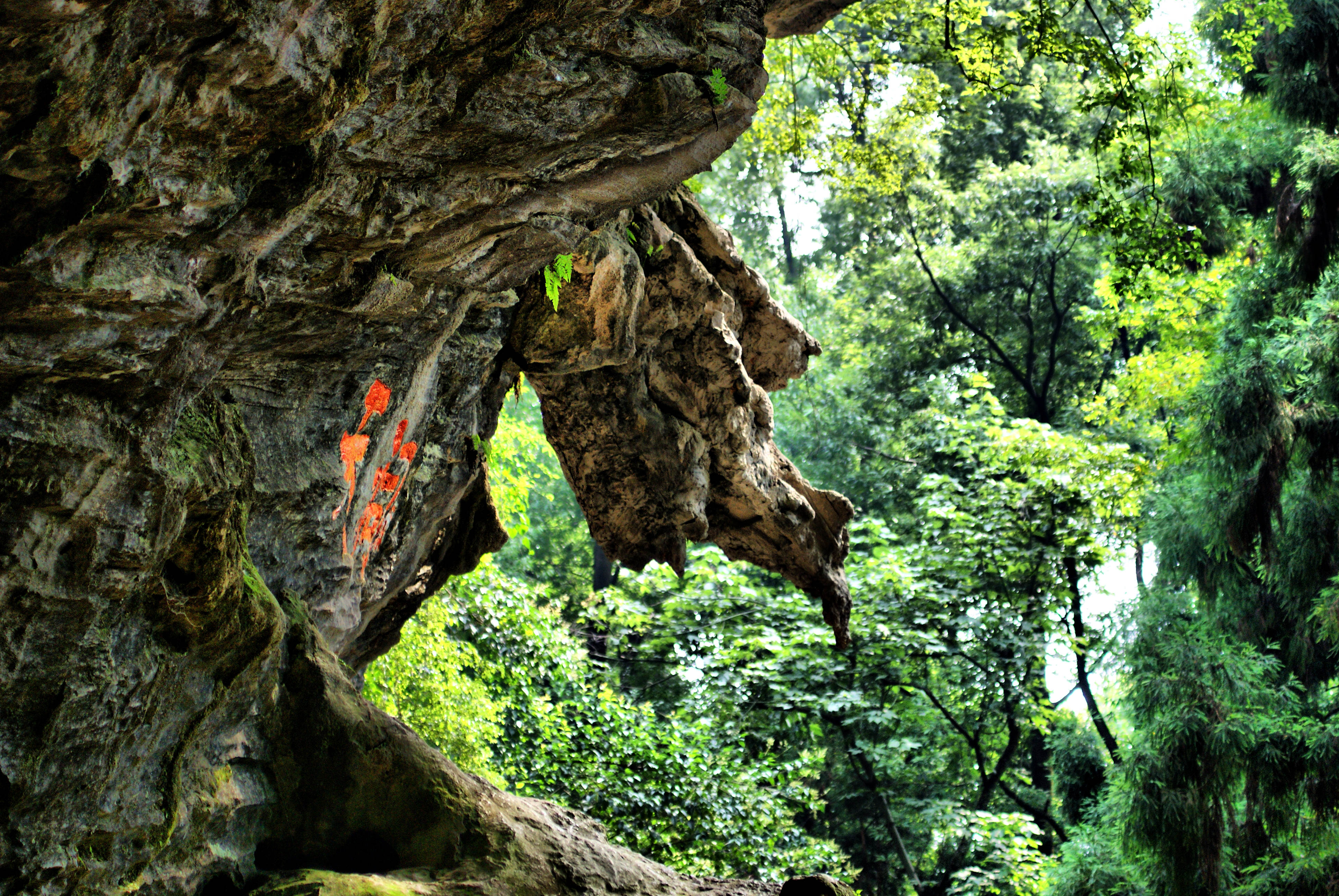
双龙洞口

金华山原有的观光资源以双龙洞为主，1995年在鹿田水库旁新建黄大仙祖宫，同时当时的双龙管委会开发了仙瀑洞、桃源洞等景点。金华山旅游经济区成立后，决定对金华山南坡进行综合旅游开发，不再局限于溶洞旅游。新规划计划对小西湖露营基地一期、鹿田书院、毛泽东视察双龙电站纪念馆等既有设施进行改造开发旅游，2019年新开发花海仙路、鹿女湖、双龙溪峡谷等6个新景点，同时远期规划不老冷泉度假区、智者文化园、芙蓉山水文化城等建设大型景点项目，此外还有梁山矿、九龙户外极限、滑雪场等11个重点招商引资项目。

### 莲花观景台

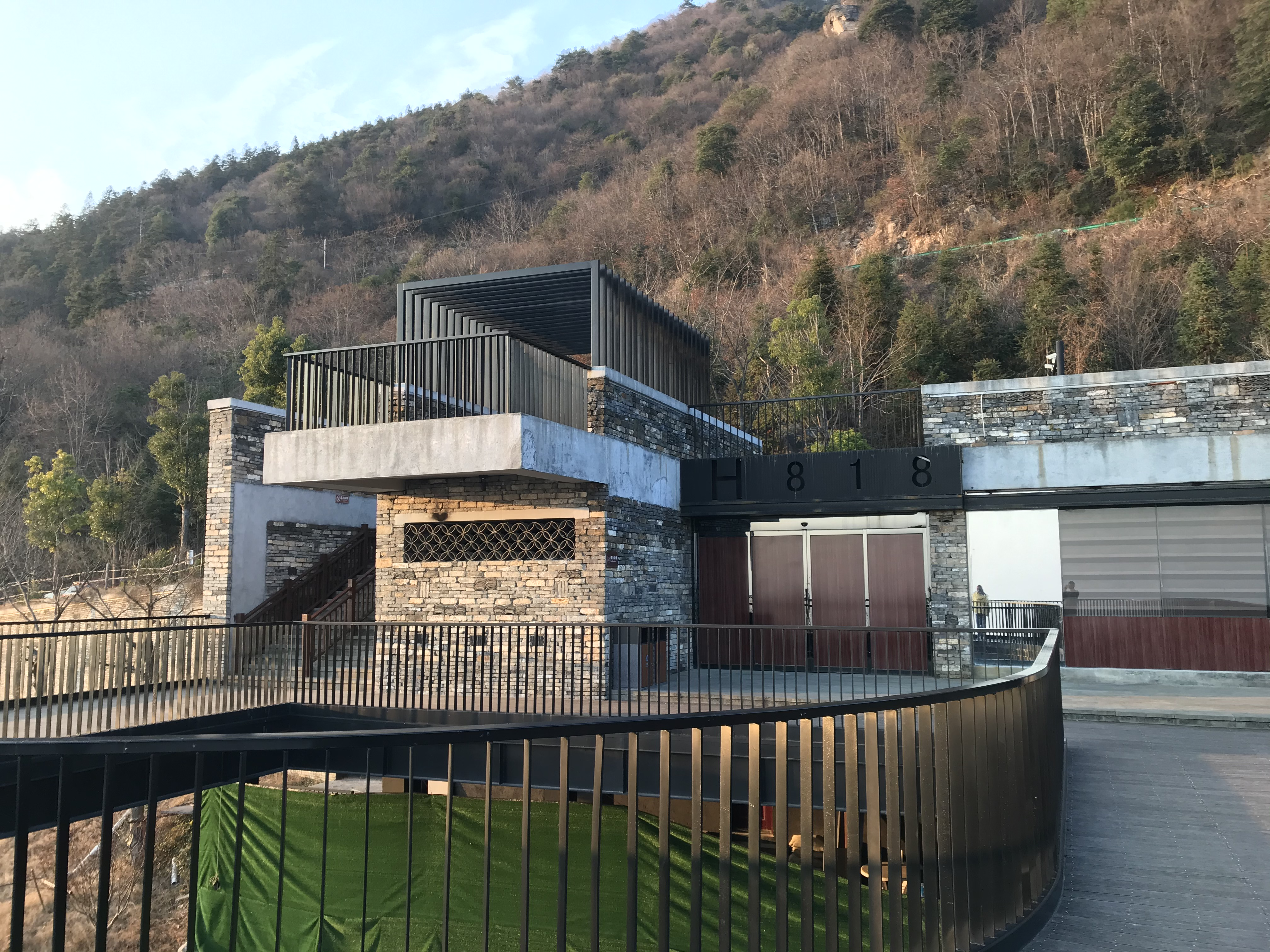
观景台外观

莲花观景台位于罗电线海拔818米、荷花托上，又名金华山二号观景平台及H818。从观景台上可眺望尖峰山及金华城景观。观景台于2017年4月开放，6月承包给一家户外组织经营。但由于经营不善，2019年时观景台的室内经营场所已停止营业，导致不少市民投诉观景台内没有解决内急的地方。
观景台图集

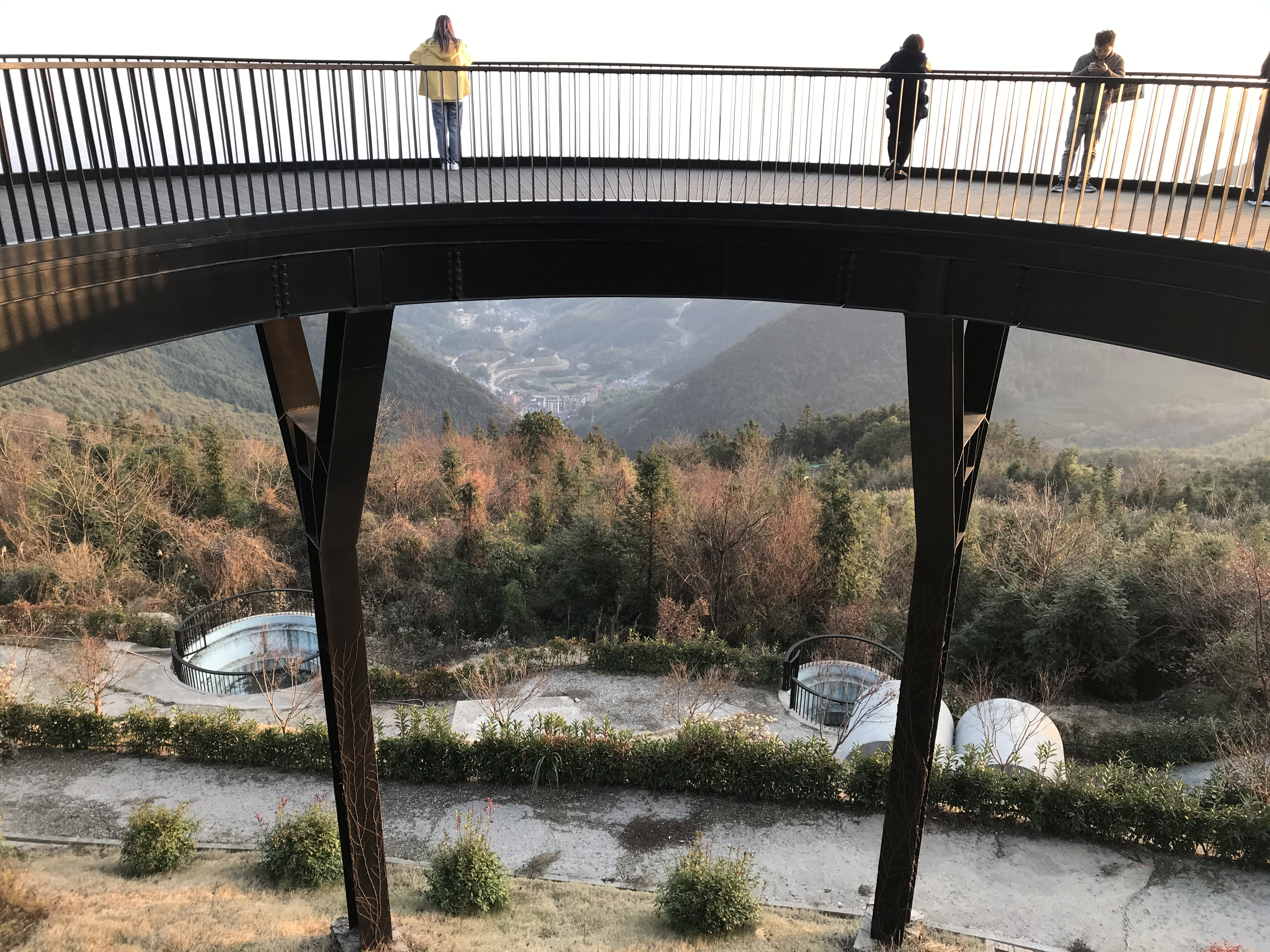
U形栈道
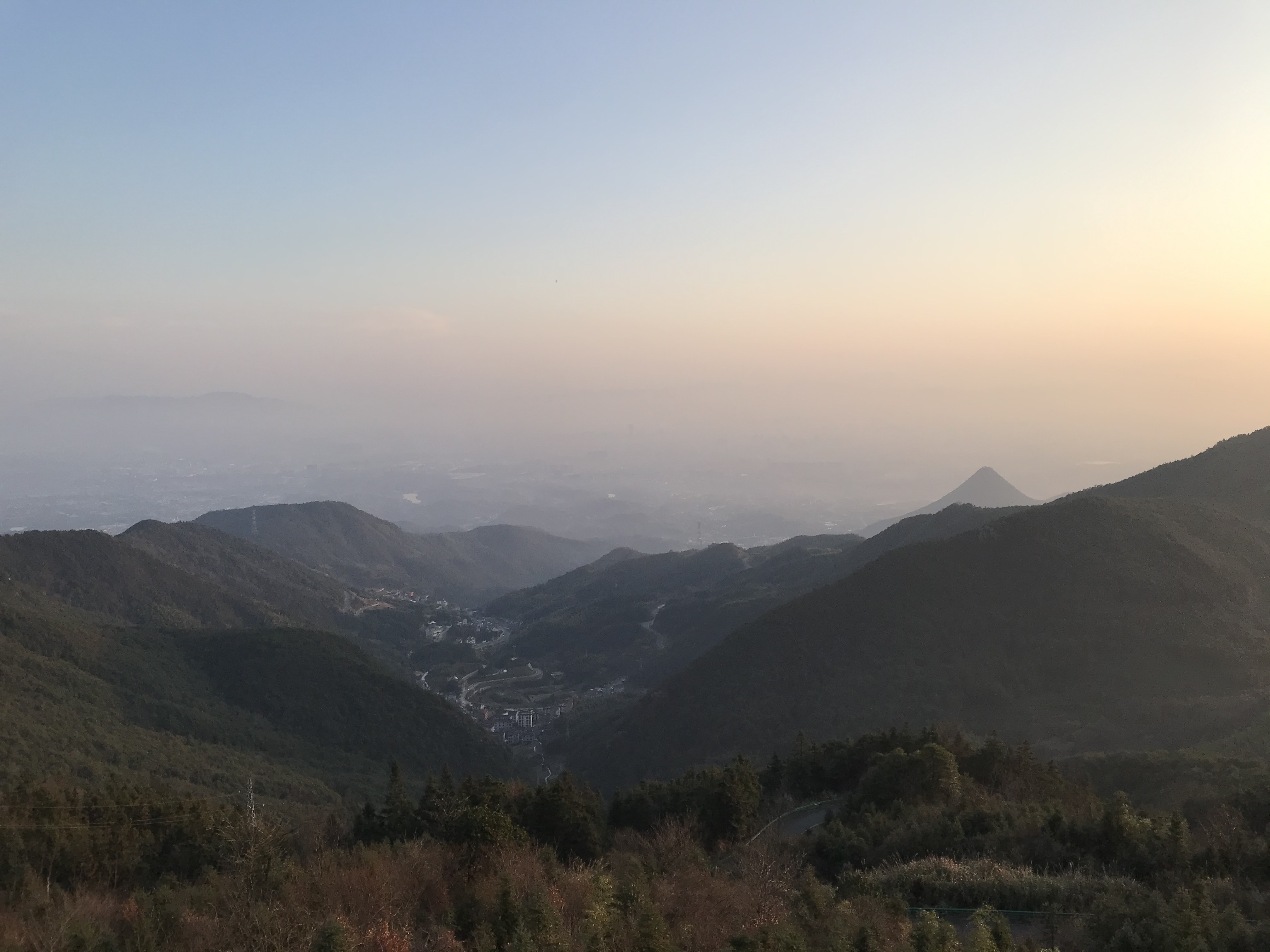
从观景台俯瞰金华市区
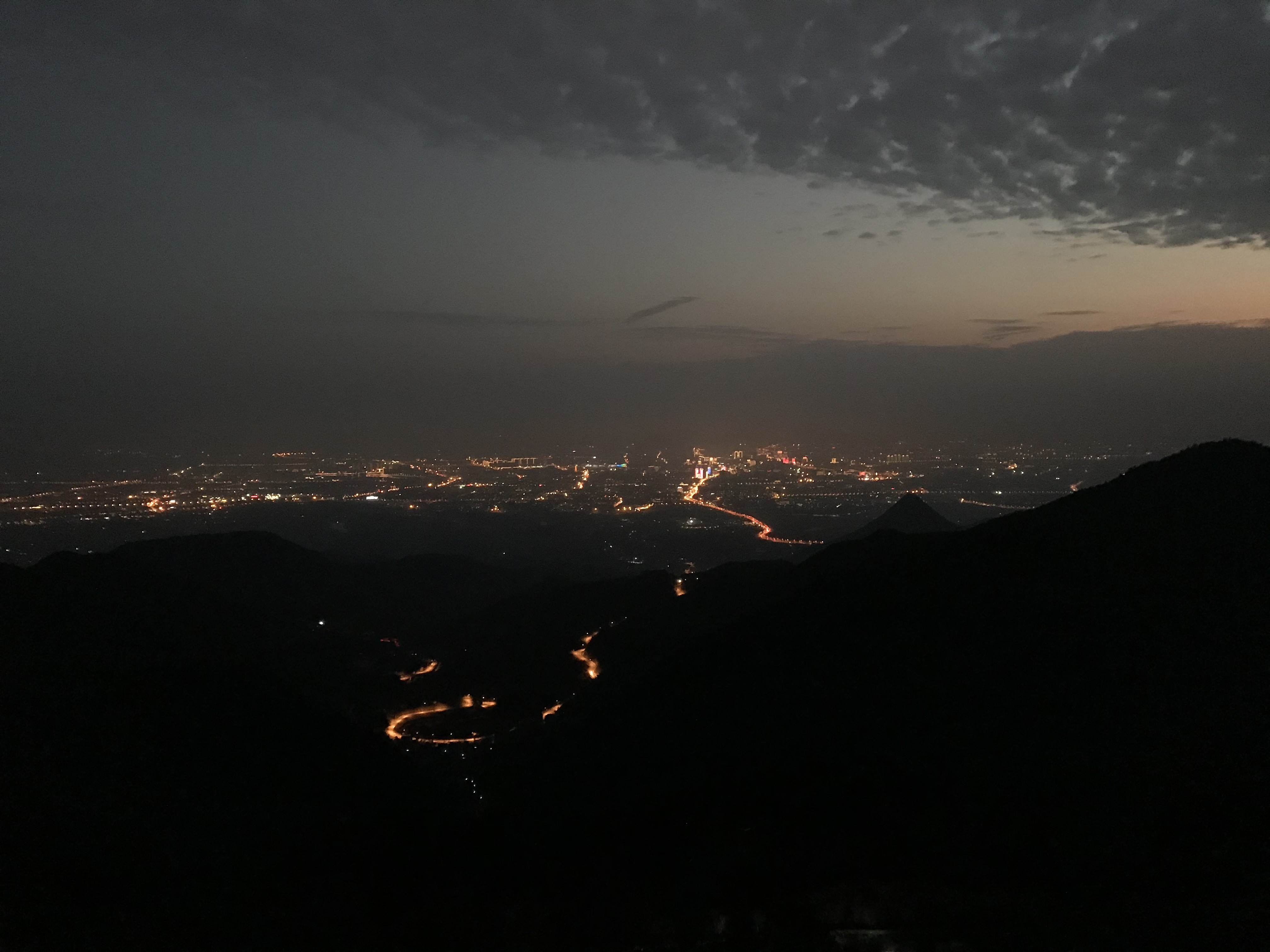
俯瞰金华市区（夜间）
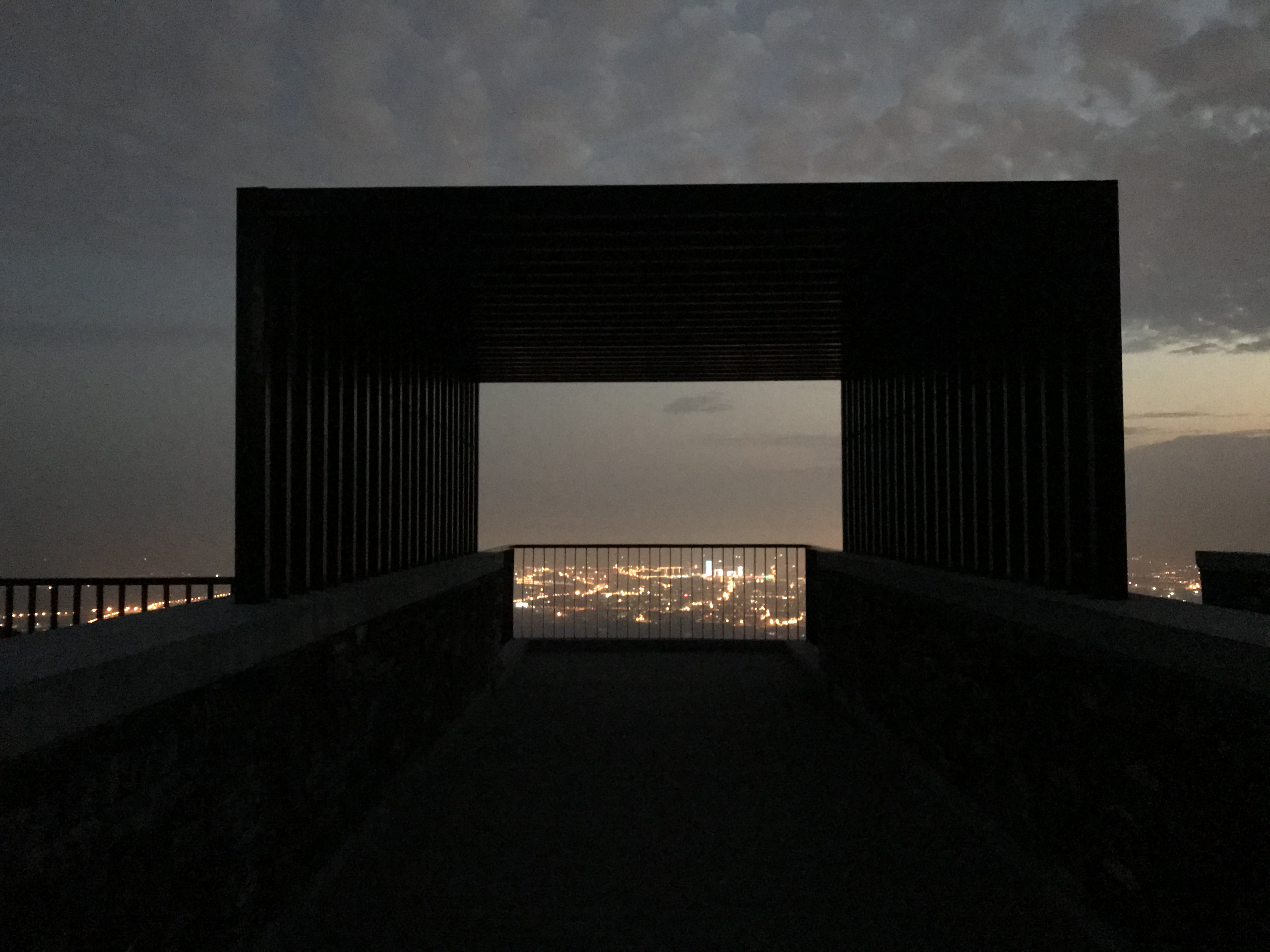
夜间的观景台

### 古道

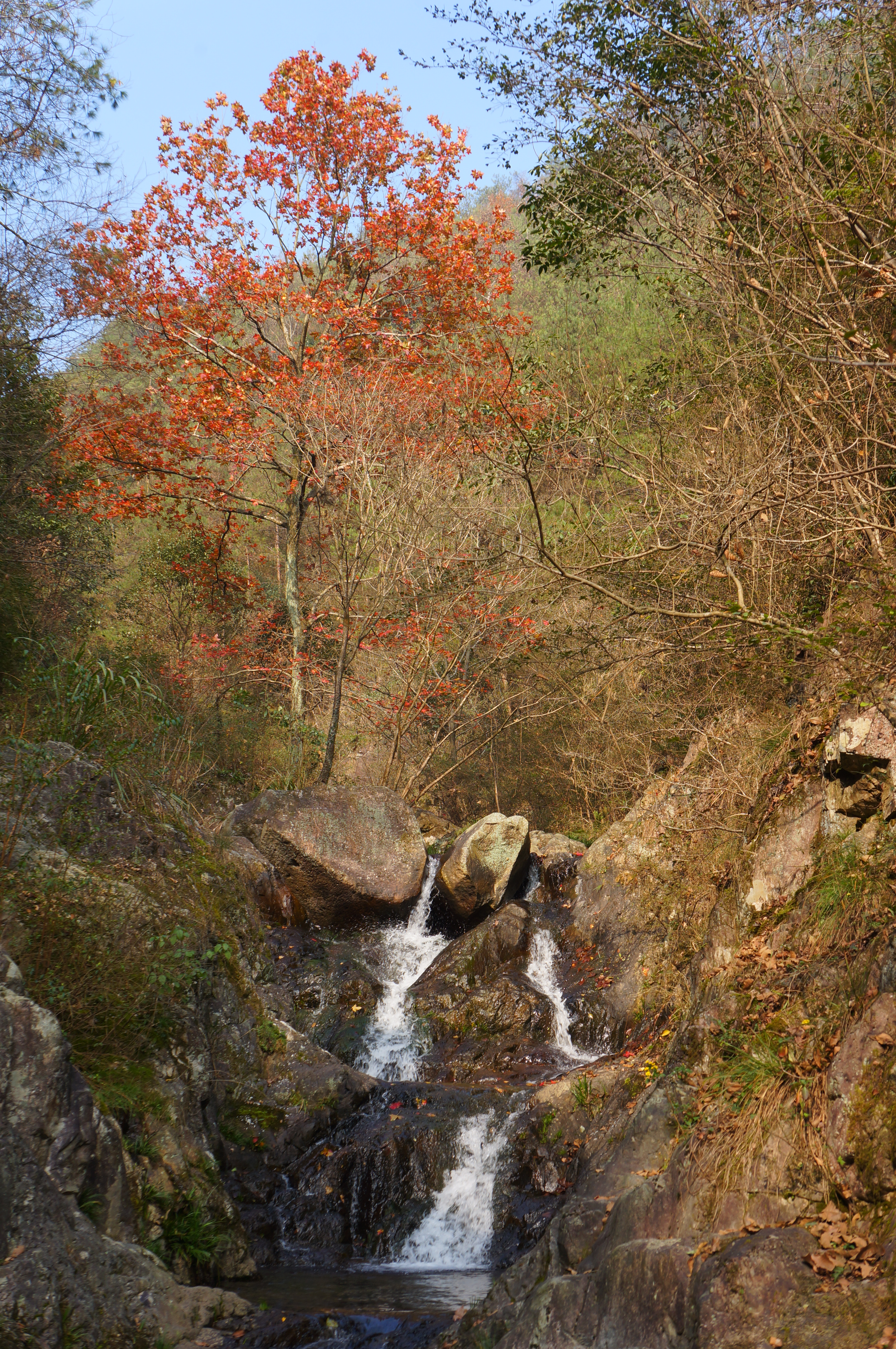
金兰古道景色

- 霞客古道：霞客古道系古时罗店通往双龙的官道，又称金兰古道西线[12]。明代旅行家徐霞客曾经经该官道游历金华山，并将游记记载于《徐霞客游记·浙游日记》。金华双龙管委会于2012年6月根据该游记的描述对原霞客古道的其中一段进行整修：一期工程以白路下村为起点，到达海拔550米的羊甲山村，距离3千米有余，垂直落差330米左右；之后双龙景区着手实施霞客古道的二期工程，恢复羊甲山—弹子下—斗鸡岩—黄大仙祖宫—仙瀑洞—朝真洞段[13]。金华山管委会计划和徐霞客游线途经的其他城市一起申请界线性文化遗产[14][15]。
- 黄大仙古道：位于兰溪市灵洞乡六洞山，是金兰古道西线的一部分，因黄大仙曾经该古道前往金华山修仙而得名[16]。
- 金兰古道东线：自曹宅镇千人安到兰溪龙门横山塘村，经由岩后水库、小园林场、云泉亭驿站、石头园林场等[15]，全场约10千米[12]。由于古道金华段路况较好、风景较佳，因此不少游客选择从曹宅侧上山，并于山顶折返[17]。

### 住宿设施
- 双龙工人疗养院：位于金华山南坡海拔586米处。疗养院建于1970年代末，1982年7月开始营业。2015年底开始，疗养院按照四星级旅游饭店标准进行内部设施改造，2019年5月底完工。改建后的疗养院占地面积13000平方米，建筑面积10493.3平方米，共有客房109间[18]。
- 鹿湖山庄

2019年金华双龙风景旅游区被列入国家5A级旅游景区创建名单后，接待产业日渐兴旺。截至2021年，双龙风景旅游区共有各类度假宾馆、酒店、民宿经营户104家，接待床位共3000余张。这些新开张的接待设施有不少是民间社会资本参与。

## 交通

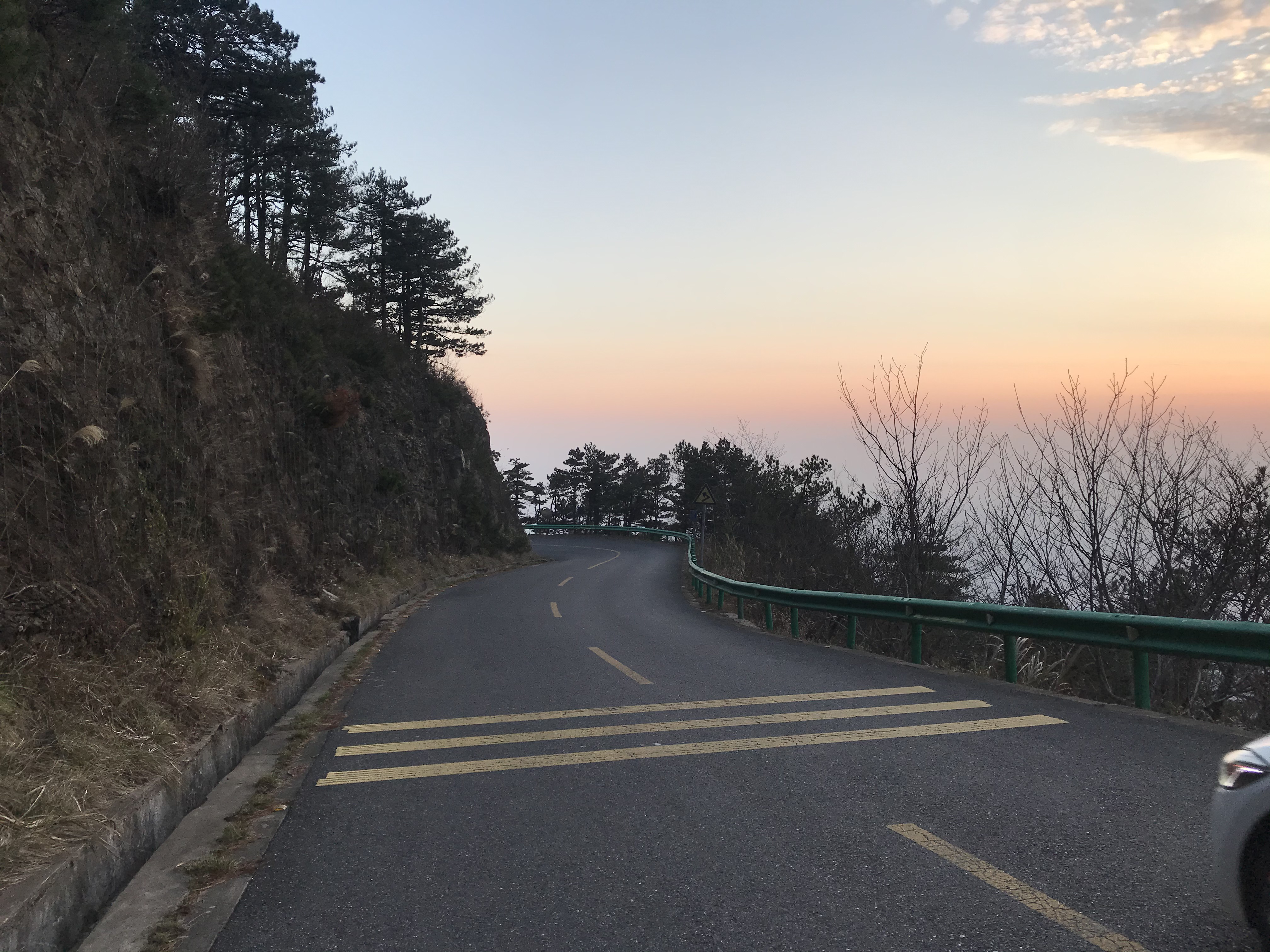
罗电线

金华山南坡主要有罗电线、金九线、新朝线三条公路。近年来由于夏季进出山客流较大，部分路段实施单行。近年来还开通了赤黄线，金华山南线绿道二期（山下曹至仙桥）等公路。北坡兰溪境内至武平殿片区的公路正在建设中。
- 罗电线：自罗店镇至电视台，主线全程23.76公里，是金华山南坡连接外界的重要道路。线路初建于1934年，建成罗店至西界段，1956年延伸至双龙景区，1957年3月建成。双龙至电视台段长15.91公里，1972年开工，1974年竣工，由电视台管理。1980年因山顶的微波站及水文站相继投入使用而兴建支线，1985年移交至地方政府管理[21]:106。另设有6.25千米长的西湖-武坪殿支线、2千米长的双龙-九龙支线。
- 新朝线：始于山脚新狮街道鹿村，于罗店镇朝真山庄汇入罗电线，全长11.79公里。由于原道路宽度较窄，大型车难以通行，当地政府于2017年对线路进行加宽改造，以四级公路标准建设，改造后的公路为双向二车道[22]。
- 赤黄线：自罗店镇里宅至赤松镇钟头，连接黄大仙祖宫和赤松黄大仙宫。线路于2016年投入使用，全程4.4千米。2018年公路实施景观提升工程，在路旁进行景观改造[23]。

## 延伸阅读
[在维基数据编辑]
 《欽定古今圖書集成·方輿彙編·山川典·金華山部》，出自陈梦雷《古今圖書集成》